# Église Sainte-Aldegonde de Malzy
Pour les articles homonymes, voir Église Sainte-Aldegonde.
L'église Sainte-Aldegonde est une église située à Malzy, en France.

## Description
Contrairement à sa voisine, l'église Sainte-Catherine de Monceau-sur-Oise, à Malzy, c'est le chœur de l'église, beaucoup plus haut que la nef qui est fortifié.
 Le soubassement de la nef, qui porte la date de 1680, est en pierre calcaire.
La nef, qui repose sur une assise en grès, possède de hauts murs en brique. 
 Le chevet, entièrement plat, est flanqué de deux tours cylindriques percées de meurtrières, dont l'une est tronquée. Au sommet, l'étage fortifié possède trois ouvertures.

## Localisation
L'église est située au centre de la commune de Malzy, dans la rue du Général de Gaulle, dans le département de l'Aisne.

## Historique
Le monument est inscrit au titre des monuments historiques en 1927.

### Galerie

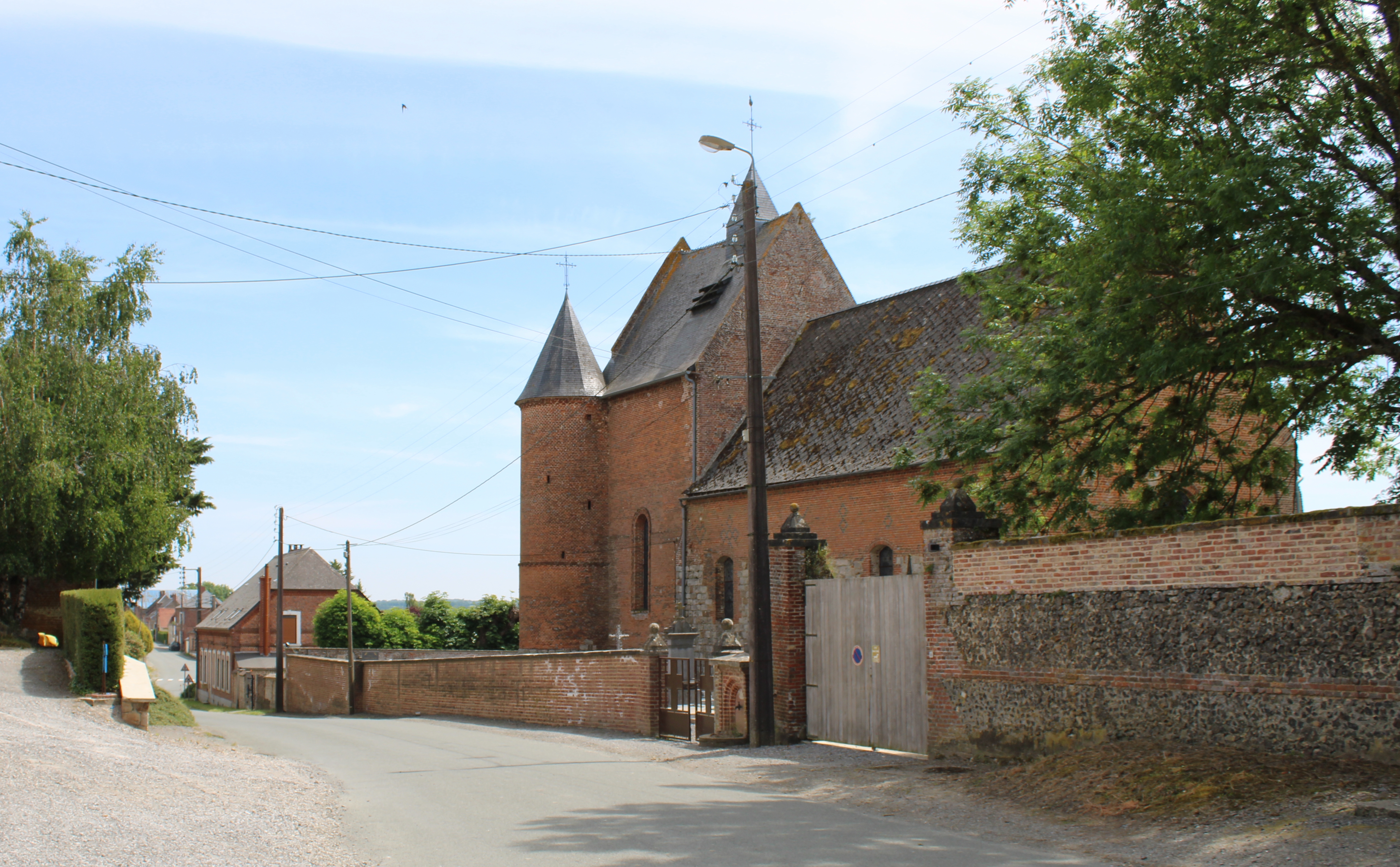
La rue de Général de Gaulle et l'église.
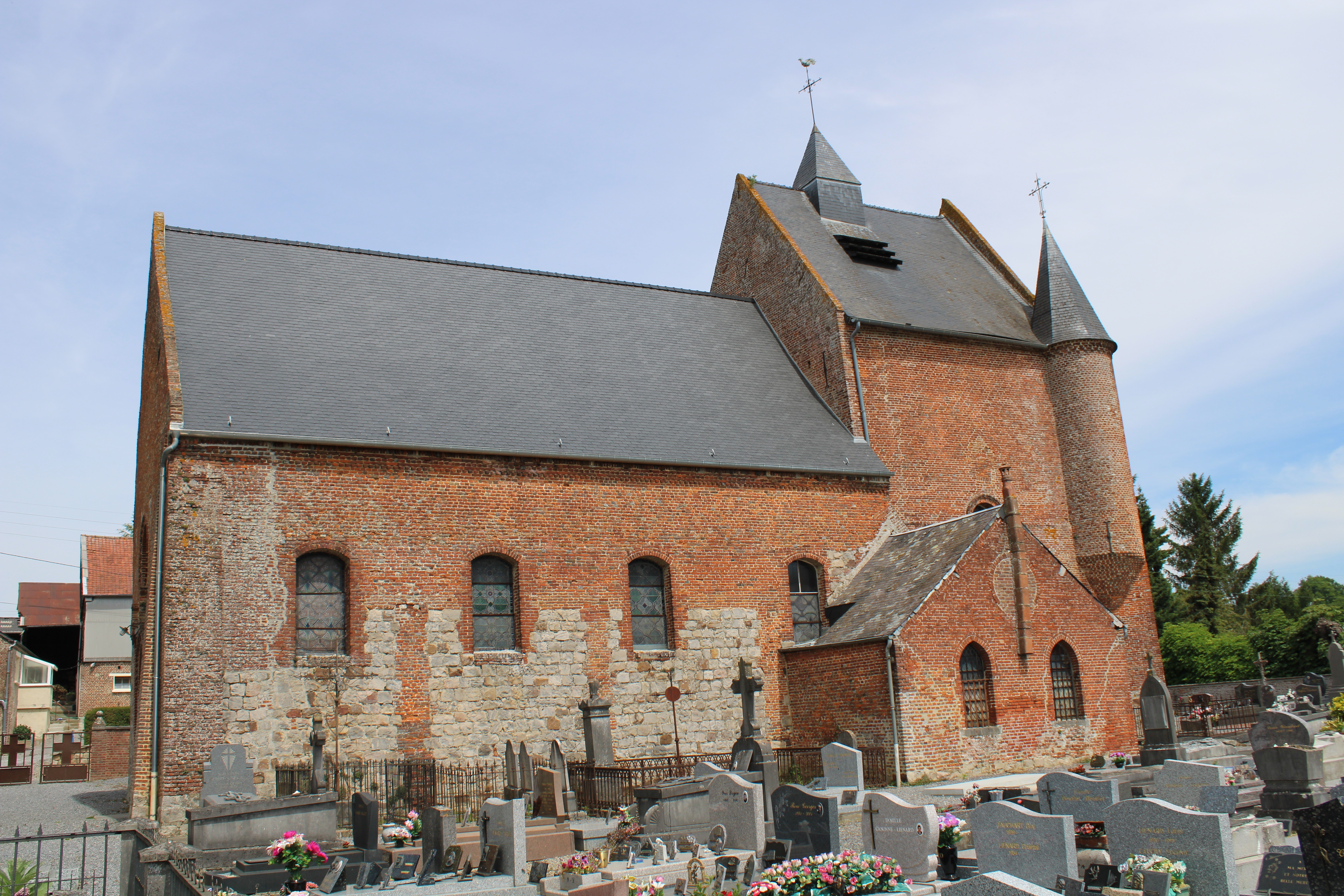
L'église fortifiée Sainte-Aldegonde.
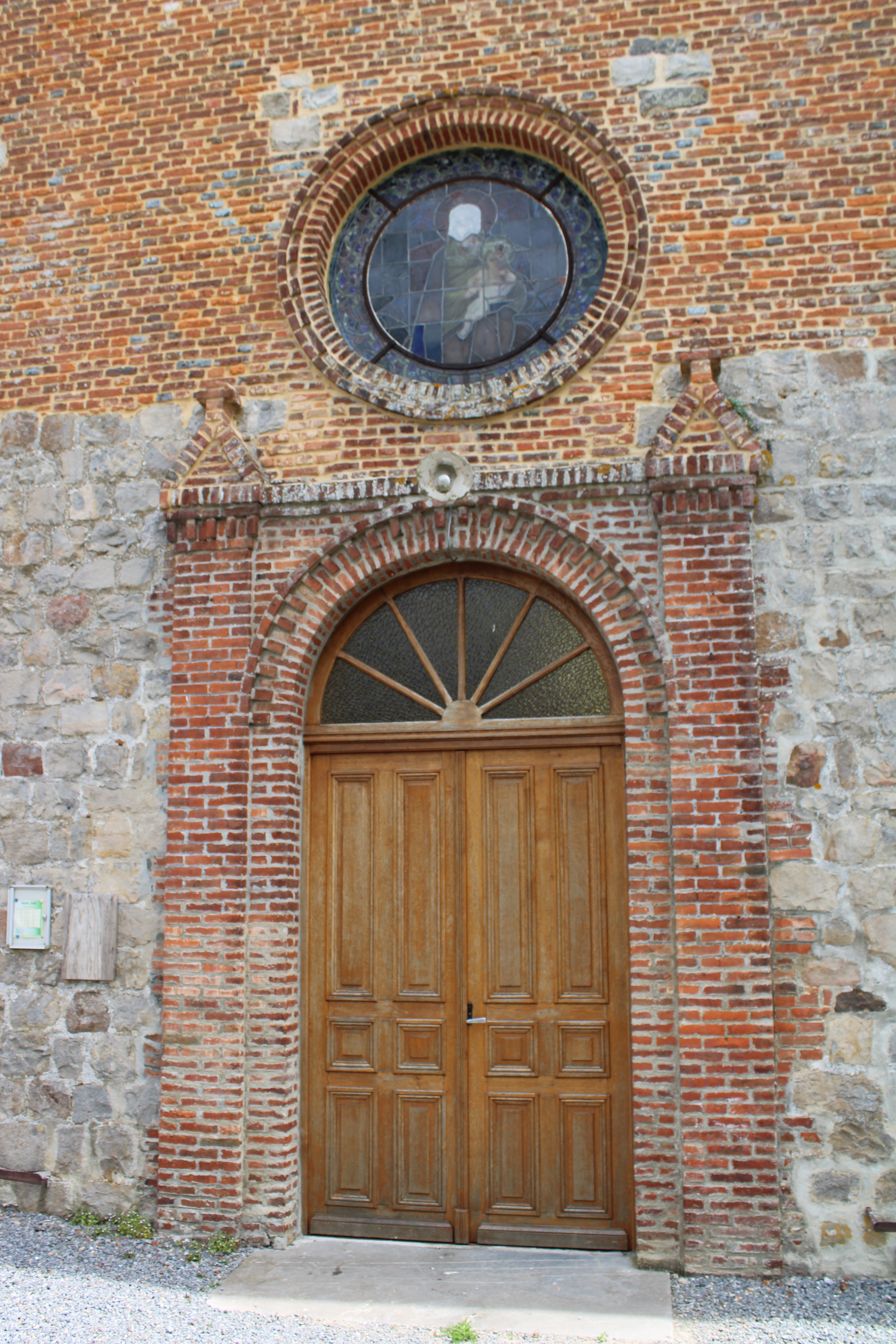
Le portail en brique en plein cintre surmonté d'un œil-de-bœuf circulaire avec un vitrail.
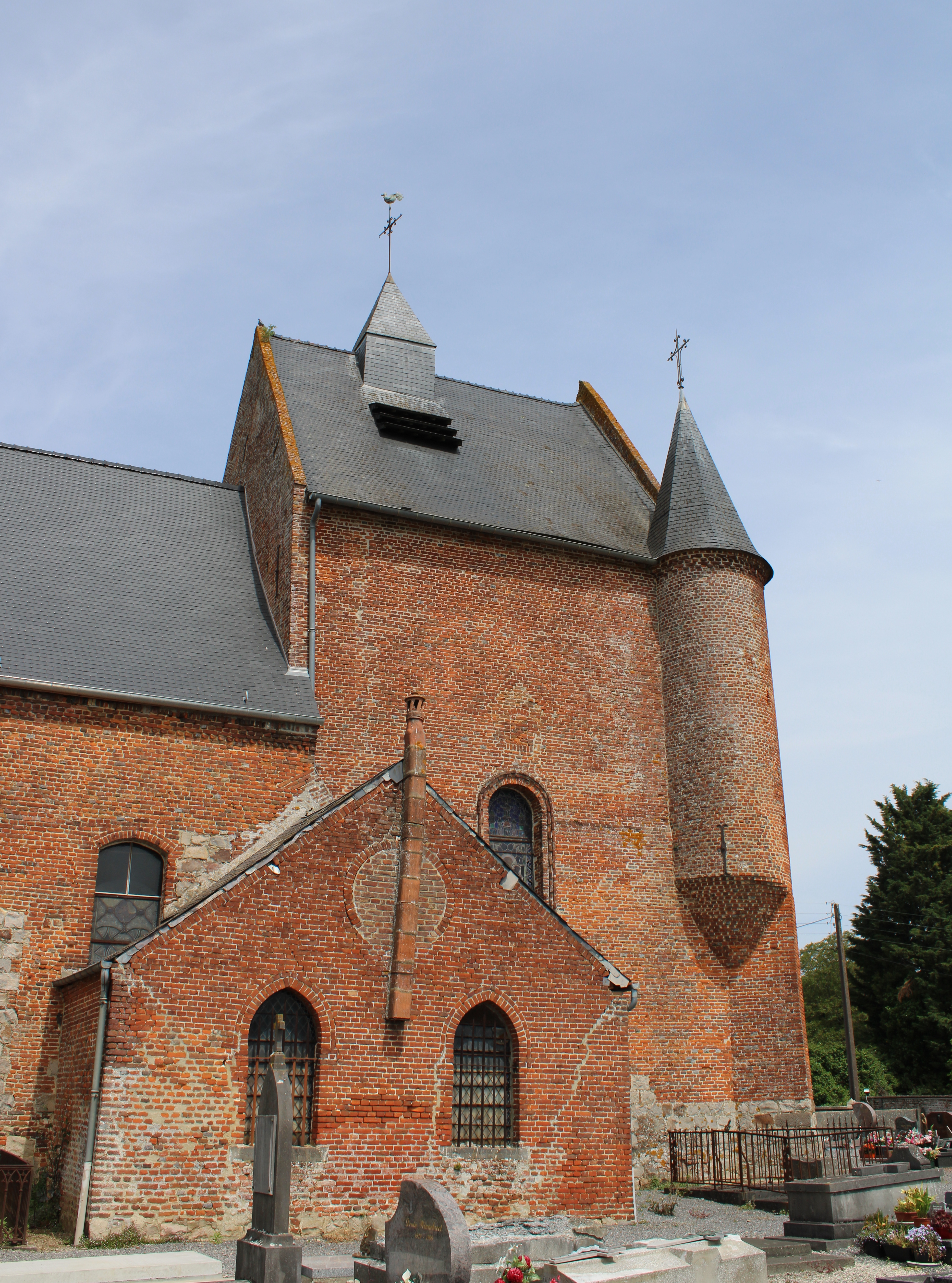
Le chœur, beaucoup plus haut que l'abside, est la seule partie fortifiée de l'église. Il est surmonté d'un clocheton couvert d'ardoise.
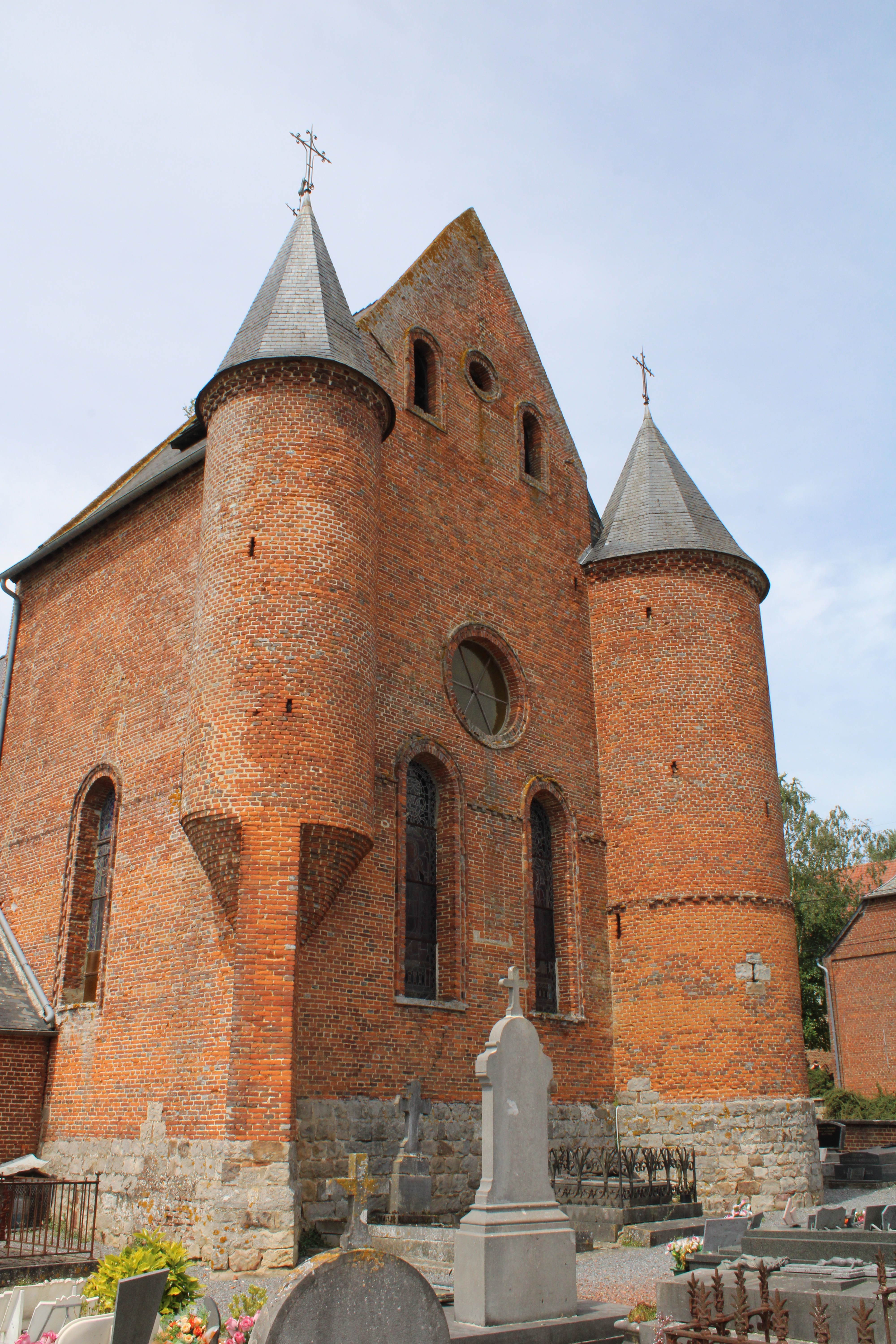
Le chœur est encadré de deux tours de même hauteur, au toit octogonal, percées de meurtrières, dont l'une à la base tronquée est supportée par un contrefort. Au niveau supérieur, des ouvertures permettaient de combattre les éventuels assaillants.
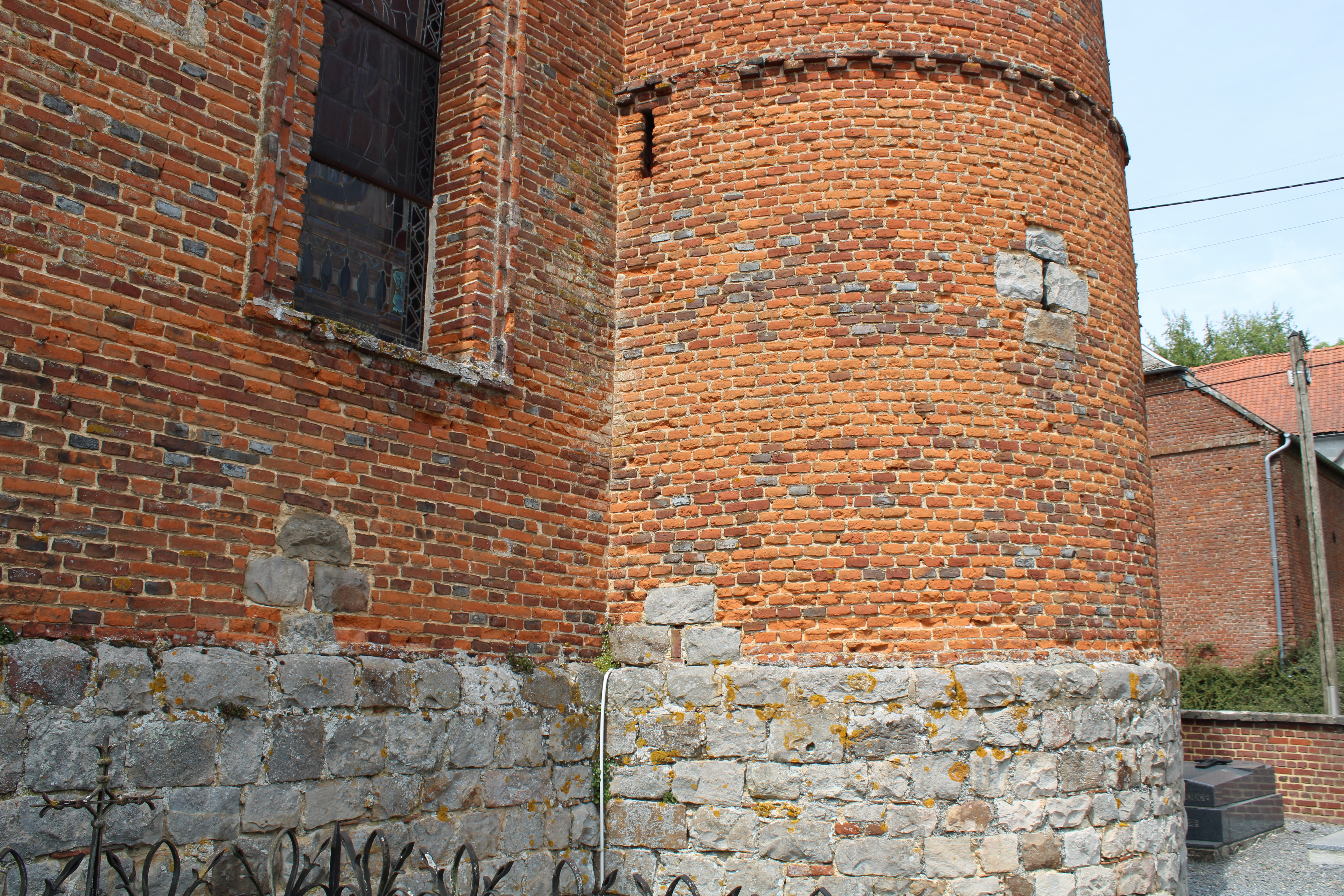
Détail du soubassement en grès et du mur de briques.